# Alchemilla buschii
Alchemilla buschii är en rosväxtart som beskrevs av Sergei Vasilievich Juzepczuk. Alchemilla buschii ingår i släktet daggkåpor, och familjen rosväxter. Inga underarter finns listade i Catalogue of Life.